# Tour de la Bataille de Varsovie 2020
Le Tour Bitwa Warszawska 1920 (ou Tour de la Bataille de Varsovie 1920), est la 2e édition de cette course cycliste sur route par étapes masculine. Il a eu lieu du 12 au 16 août 2020.
La course a été classée cette année là en catégorie 2.2 du UCI Europe Tour 2020 afin de célébrer le centenaire de la bataille de Varsovie et a traversé les différentes villes associées à cet affrontement. La mauvaise organisation de la course en fera la seule édition organisée à ce niveau.

## Présentation

### Équipes
| ProTeam- Alpecin-Fenix Équipes continentales (17)- Mazowsze Serce Polski - Elkov-Kasper - Voster ATS Team - Leopard - Jumbo-Visma Development Team - Swiss Racing Academy - LKT Team Brandenburg - Iseo Serrature Rime Carnovali - Bike Aid - Wibatech Merx - Team P&S Metalltechnik - Team SKS Sauerland NRW - BHS-PL Beton Bornholm - Hrinkow Advarics Cycleang - Israel Cycling Academy - NTT Continental Cycling Team - Vino-Astana Motors Équipe DCU- Synch-Giant Équipe amateur- Sensa-Kanjers voor Kanjers Équipes régionales et de clubs (3)- Lotto-Soudal U23 - KED-Stevens Radteam Berlin - Velo Schils-Interbike RT |
| |

## Étapes
| Étape     | Date    | Villes étapes       | type                        | Distance (km) | Vainqueur d'étape     | Leader du classement général |
| --------- | ------- | ------------------- | --------------------------- | ------------- | --------------------- | ---------------------------- |
| 1re étape | 12 août | Varsovie – Varsovie | contre-la-montre individuel | 1,6           | Marceli Bogusławski   | Marceli Bogusławski          |
| 2e étape  | 13 août | Radzymin – Radzymin | étape de plaine             | 147           | Arne Marit            | Paweł Bernas                 |
| 3e étape  | 14 août | Legionowo – Serock  | étape de plaine             | 46,5          | annulation de l'étape | Paweł Bernas                 |
| 4e étape  | 15 août | Nasielsk – Nasielsk | étape de plaine             | 134           | Senne Leysen          | Senne Leysen                 |
| 5e étape  | 16 août | Płock – Płońsk      | étape de plaine             | 151           | Oscar Riesebeek       | Oscar Riesebeek              |

## Déroulement de la course

### Prologue
| \| Classement de l'étape \| Classement de l'étape \| Classement de l'étape \| Classement de l'étape \| Classement de l'étape \| \| Coureur \| Coureur \| Pays \| Équipe \| Temps \| \| --------------------- \| --------------------- \| --------------------- \| ---------------------------- \| --------------------- \| \| 1er \| Marceli Bogusławski \| Pologne \| Wibatech Merx \| 2 min 17 s \| \| 2e \| Samuel Gaze \| Nouvelle-Zélande \| Alpecin-Fenix \| + 1 s \| \| 3e \| Timon Rüegg \| Suisse \| Swiss Racing Academy \| + 1 s \| \| 4e \| Mick van Dijke \| Pays-Bas \| Jumbo-Visma Development Team \| + 1 s \| \| 5e \| Alex Vogel \| Suisse \| Swiss Racing Academy \| + 2 s \| \| 6e \| Adrian Banaszek \| Pologne \| Mazowsze Serce Polski \| + 2 s \| \| 7e \| Michel Aschenbrenner \| Allemagne \| P&S Metalltechnik \| + 3 s \| \| 8e \| Tim Oelke \| Allemagne \| P&S Metalltechnik \| + 3 s \| \| 9e \| Rick Pluimers \| Pays-Bas \| Jumbo-Visma Development Team \| + 3 s \| \| 10e \| Ruben Apers \| Belgique \| Lotto-Soudal U23 \| + 3 s \| |                      |                  |                              |            |
| |                      |                  |                              |            |
| Source : ProCyclingStats |                      |                  |                              |            |
| Classement de l'étape |                      |                  |                              |            |
| Coureur | Coureur              | Pays             | Équipe                       | Temps      |
| 1er | Marceli Bogusławski  | Pologne          | Wibatech Merx                | 2 min 17 s |
| 2e | Samuel Gaze          | Nouvelle-Zélande | Alpecin-Fenix                | + 1 s      |
| 3e | Timon Rüegg          | Suisse           | Swiss Racing Academy         | + 1 s      |
| 4e | Mick van Dijke       | Pays-Bas         | Jumbo-Visma Development Team | + 1 s      |
| 5e | Alex Vogel           | Suisse           | Swiss Racing Academy         | + 2 s      |
| 6e | Adrian Banaszek      | Pologne          | Mazowsze Serce Polski        | + 2 s      |
| 7e | Michel Aschenbrenner | Allemagne        | P&S Metalltechnik            | + 3 s      |
| 8e | Tim Oelke            | Allemagne        | P&S Metalltechnik            | + 3 s      |
| 9e | Rick Pluimers        | Pays-Bas         | Jumbo-Visma Development Team | + 3 s      |
| 10e | Ruben Apers          | Belgique         | Lotto-Soudal U23             | + 3 s      |

| \| Classement général \| Classement général \| Classement général \| Classement général \| Classement général \| \| Coureur \| Coureur \| Pays \| Équipe \| Temps \| \| ------------------ \| -------------------- \| ------------------ \| ---------------------------- \| ------------------ \| \| 1er \| Marceli Bogusławski \| Pologne \| Wibatech Merx \| 2 min 17 s \| \| 2e \| Samuel Gaze \| Nouvelle-Zélande \| Alpecin-Fenix \| + 1 s \| \| 3e \| Timon Rüegg \| Suisse \| Swiss Racing Academy \| + 1 s \| \| 4e \| Mick van Dijke \| Pays-Bas \| Jumbo-Visma Development Team \| + 1 s \| \| 5e \| Alex Vogel \| Suisse \| Swiss Racing Academy \| + 2 s \| \| 6e \| Adrian Banaszek \| Pologne \| Mazowsze Serce Polski \| + 2 s \| \| 7e \| Michel Aschenbrenner \| Allemagne \| P&S Metalltechnik \| + 3 s \| \| 8e \| Tim Oelke \| Allemagne \| P&S Metalltechnik \| + 3 s \| \| 9e \| Rick Pluimers \| Pays-Bas \| Jumbo-Visma Development Team \| + 3 s \| \| 10e \| Ruben Apers \| Belgique \| Lotto-Soudal U23 \| + 3 s \| |                      |                  |                              |            |
| |                      |                  |                              |            |
| Source : ProCyclingStats |                      |                  |                              |            |
| Classement général |                      |                  |                              |            |
| Coureur | Coureur              | Pays             | Équipe                       | Temps      |
| 1er | Marceli Bogusławski  | Pologne          | Wibatech Merx                | 2 min 17 s |
| 2e | Samuel Gaze          | Nouvelle-Zélande | Alpecin-Fenix                | + 1 s      |
| 3e | Timon Rüegg          | Suisse           | Swiss Racing Academy         | + 1 s      |
| 4e | Mick van Dijke       | Pays-Bas         | Jumbo-Visma Development Team | + 1 s      |
| 5e | Alex Vogel           | Suisse           | Swiss Racing Academy         | + 2 s      |
| 6e | Adrian Banaszek      | Pologne          | Mazowsze Serce Polski        | + 2 s      |
| 7e | Michel Aschenbrenner | Allemagne        | P&S Metalltechnik            | + 3 s      |
| 8e | Tim Oelke            | Allemagne        | P&S Metalltechnik            | + 3 s      |
| 9e | Rick Pluimers        | Pays-Bas         | Jumbo-Visma Development Team | + 3 s      |
| 10e | Ruben Apers          | Belgique         | Lotto-Soudal U23             | + 3 s      |

### 1reétape
| \| Classement de l'étape \| Classement de l'étape \| Classement de l'étape \| Classement de l'étape \| Classement de l'étape \| \| Coureur \| Coureur \| Pays \| Équipe \| Temps \| \| --------------------- \| --------------------- \| --------------------- \| ----------------------------- \| --------------------- \| \| 1er \| Arne Marit \| Belgique \| Lotto-Soudal U23 \| 3 h 12 min 25 s \| \| 2e \| Jarne Van de Paar \| Belgique \| Lotto-Soudal U23 \| + 0 s \| \| 3e \| Patryk Stosz \| Pologne \| Voster ATS Team \| + 0 s \| \| 4e \| Leonardo Marchiori \| Italie \| NTT Continental Cycling Team \| + 0 s \| \| 5e \| Alan Banaszek \| Pologne \| Mazowsze Serce Polski \| + 0 s \| \| 6e \| Yuval Ben Moshe \| Israël \| Israel Cycling Academy \| + 0 s \| \| 7e \| Edwin Ávila \| Colombie \| Israel Cycling Academy \| + 0 s \| \| 8e \| Filippo Bertone \| Italie \| Iseo Serrature-Rime-Carnovali \| + 0 s \| \| 9e \| Christian Lindquist \| Danemark \| Synch-Giant \| + 0 s \| \| 10e \| Théry Schir \| Suisse \| Swiss Racing Academy \| + 0 s \| |                     |          |                               |                 |
| |                     |          |                               |                 |
| Source : ProCyclingStats |                     |          |                               |                 |
| Classement de l'étape |                     |          |                               |                 |
| Coureur | Coureur             | Pays     | Équipe                        | Temps           |
| 1er | Arne Marit          | Belgique | Lotto-Soudal U23              | 3 h 12 min 25 s |
| 2e | Jarne Van de Paar   | Belgique | Lotto-Soudal U23              | + 0 s           |
| 3e | Patryk Stosz        | Pologne  | Voster ATS Team               | + 0 s           |
| 4e | Leonardo Marchiori  | Italie   | NTT Continental Cycling Team  | + 0 s           |
| 5e | Alan Banaszek       | Pologne  | Mazowsze Serce Polski         | + 0 s           |
| 6e | Yuval Ben Moshe     | Israël   | Israel Cycling Academy        | + 0 s           |
| 7e | Edwin Ávila         | Colombie | Israel Cycling Academy        | + 0 s           |
| 8e | Filippo Bertone     | Italie   | Iseo Serrature-Rime-Carnovali | + 0 s           |
| 9e | Christian Lindquist | Danemark | Synch-Giant                   | + 0 s           |
| 10e | Théry Schir         | Suisse   | Swiss Racing Academy          | + 0 s           |

| \| Classement général \| Classement général \| Classement général \| Classement général \| Classement général \| \| Coureur \| Coureur \| Pays \| Équipe \| Temps \| \| ------------------ \| -------------------- \| ------------------ \| --------------------- \| ------------------ \| \| 1er \| Paweł Bernas \| Pologne \| Mazowsze Serce Polski \| 3 h 14 min 41 s \| \| 2e \| Jarne Van de Paar \| Belgique \| Lotto-Soudal U23 \| + 1 s \| \| 3e \| Michel Aschenbrenner \| Allemagne \| P&S Metalltechnik \| + 2 s \| \| 4e \| Timon Rüegg \| Suisse \| Swiss Racing Academy \| + 2 s \| \| 5e \| Adrian Banaszek \| Pologne \| Mazowsze Serce Polski \| + 3 s \| \| 6e \| Maciej Paterski \| Pologne \| Wibatech Merx \| + 3 s \| \| 7e \| Patryk Stosz \| Pologne \| Voster ATS Team \| + 3 s \| \| 8e \| Tim Oelke \| Allemagne \| P&S Metalltechnik \| + 4 s \| \| 9e \| Ruben Apers \| Belgique \| Lotto-Soudal U23 \| + 4 s \| \| 10e \| Alan Banaszek \| Pologne \| Mazowsze Serce Polski \| + 4 s \| |                      |           |                       |                 |
| |                      |           |                       |                 |
| Source : ProCyclingStats |                      |           |                       |                 |
| Classement général |                      |           |                       |                 |
| Coureur | Coureur              | Pays      | Équipe                | Temps           |
| 1er | Paweł Bernas         | Pologne   | Mazowsze Serce Polski | 3 h 14 min 41 s |
| 2e | Jarne Van de Paar    | Belgique  | Lotto-Soudal U23      | + 1 s           |
| 3e | Michel Aschenbrenner | Allemagne | P&S Metalltechnik     | + 2 s           |
| 4e | Timon Rüegg          | Suisse    | Swiss Racing Academy  | + 2 s           |
| 5e | Adrian Banaszek      | Pologne   | Mazowsze Serce Polski | + 3 s           |
| 6e | Maciej Paterski      | Pologne   | Wibatech Merx         | + 3 s           |
| 7e | Patryk Stosz         | Pologne   | Voster ATS Team       | + 3 s           |
| 8e | Tim Oelke            | Allemagne | P&S Metalltechnik     | + 4 s           |
| 9e | Ruben Apers          | Belgique  | Lotto-Soudal U23      | + 4 s           |
| 10e | Alan Banaszek        | Pologne   | Mazowsze Serce Polski | + 4 s           |

### 2eétape
À la suite de la protestation de certaines équipes participant à la course, affirmant que les sections de gravier de la surface étaient trop dangereuses, l'étape a été neutralisée et son tracé modifié. L'Érythréen Natnael Tesfatsion de l'équipe cycliste continentale NTT a été le premier à atteindre la ligne d'arrivée, mais le résultat n'a pas été inclus dans le classement général de la course. Il n'y a pas eu de résultats d'étape officiel et aucun point n'a été attribué pour le Classement UCI.
| \| Classement général \| Classement général \| Classement général \| Classement général \| Classement général \| \| Coureur \| Coureur \| Pays \| Équipe \| Temps \| \| ------------------ \| -------------------- \| ------------------ \| --------------------- \| ------------------ \| \| 1er \| Paweł Bernas \| Pologne \| Mazowsze Serce Polski \| 4 h 25 min 16 s \| \| 2e \| Jarne Van de Paar \| Belgique \| Lotto-Soudal U23 \| + 1 s \| \| 3e \| Michel Aschenbrenner \| Allemagne \| P&S Metalltechnik \| + 2 s \| \| 4e \| Timon Rüegg \| Suisse \| Swiss Racing Academy \| + 2 s \| \| 5e \| Adrian Banaszek \| Pologne \| Mazowsze Serce Polski \| + 3 s \| \| 6e \| Maciej Paterski \| Pologne \| Wibatech Merx \| + 3 s \| \| 7e \| Patryk Stosz \| Pologne \| Voster ATS Team \| + 3 s \| \| 8e \| Tim Oelke \| Allemagne \| P&S Metalltechnik \| + 4 s \| \| 9e \| Ruben Apers \| Belgique \| Lotto-Soudal U23 \| + 4 s \| \| 10e \| Alan Banaszek \| Pologne \| Mazowsze Serce Polski \| + 4 s \| |                      |           |                       |                 |
| |                      |           |                       |                 |
| Source : ProCyclingStats |                      |           |                       |                 |
| Classement général |                      |           |                       |                 |
| Coureur | Coureur              | Pays      | Équipe                | Temps           |
| 1er | Paweł Bernas         | Pologne   | Mazowsze Serce Polski | 4 h 25 min 16 s |
| 2e | Jarne Van de Paar    | Belgique  | Lotto-Soudal U23      | + 1 s           |
| 3e | Michel Aschenbrenner | Allemagne | P&S Metalltechnik     | + 2 s           |
| 4e | Timon Rüegg          | Suisse    | Swiss Racing Academy  | + 2 s           |
| 5e | Adrian Banaszek      | Pologne   | Mazowsze Serce Polski | + 3 s           |
| 6e | Maciej Paterski      | Pologne   | Wibatech Merx         | + 3 s           |
| 7e | Patryk Stosz         | Pologne   | Voster ATS Team       | + 3 s           |
| 8e | Tim Oelke            | Allemagne | P&S Metalltechnik     | + 4 s           |
| 9e | Ruben Apers          | Belgique  | Lotto-Soudal U23      | + 4 s           |
| 10e | Alan Banaszek        | Pologne   | Mazowsze Serce Polski | + 4 s           |

### 3eétape
| \| Classement de l'étape \| Classement de l'étape \| Classement de l'étape \| Classement de l'étape \| Classement de l'étape \| \| Coureur \| Coureur \| Pays \| Équipe \| Temps \| \| --------------------- \| --------------------- \| --------------------- \| ---------------------------- \| --------------------- \| \| 1er \| Senne Leysen \| Belgique \| Alpecin-Fenix \| 2 h 44 min 54 s \| \| 2e \| Jarne Van de Paar \| Belgique \| Lotto-Soudal U23 \| + 7 s \| \| 3e \| Mick van Dijke \| Pays-Bas \| Jumbo-Visma Development Team \| + 7 s \| \| 4e \| Harry Sweeny \| Australie \| Lotto-Soudal U23 \| + 7 s \| \| 5e \| Ward Vanhoof \| Belgique \| Lotto-Soudal U23 \| + 7 s \| \| 6e \| Maciej Paterski \| Pologne \| Wibatech Merx \| + 7 s \| \| 7e \| Dominik Neuman \| Tchéquie \| Elkov-Kasper \| + 7 s \| \| 8e \| John Mandrysch \| Allemagne \| P&S Metalltechnik \| + 7 s \| \| 9e \| Jan Bárta \| Tchéquie \| Elkov-Kasper \| + 7 s \| \| 10e \| Rick Pluimers \| Pays-Bas \| Jumbo-Visma Development Team \| + 7 s \| |                   |           |                              |                 |
| |                   |           |                              |                 |
| Source : ProCyclingStats |                   |           |                              |                 |
| Classement de l'étape |                   |           |                              |                 |
| Coureur | Coureur           | Pays      | Équipe                       | Temps           |
| 1er | Senne Leysen      | Belgique  | Alpecin-Fenix                | 2 h 44 min 54 s |
| 2e | Jarne Van de Paar | Belgique  | Lotto-Soudal U23             | + 7 s           |
| 3e | Mick van Dijke    | Pays-Bas  | Jumbo-Visma Development Team | + 7 s           |
| 4e | Harry Sweeny      | Australie | Lotto-Soudal U23             | + 7 s           |
| 5e | Ward Vanhoof      | Belgique  | Lotto-Soudal U23             | + 7 s           |
| 6e | Maciej Paterski   | Pologne   | Wibatech Merx                | + 7 s           |
| 7e | Dominik Neuman    | Tchéquie  | Elkov-Kasper                 | + 7 s           |
| 8e | John Mandrysch    | Allemagne | P&S Metalltechnik            | + 7 s           |
| 9e | Jan Bárta         | Tchéquie  | Elkov-Kasper                 | + 7 s           |
| 10e | Rick Pluimers     | Pays-Bas  | Jumbo-Visma Development Team | + 7 s           |

| \| Classement général \| Classement général \| Classement général \| Classement général \| Classement général \| \| Coureur \| Coureur \| Pays \| Équipe \| Temps \| \| ------------------ \| ------------------ \| ------------------ \| ----------------------------- \| ------------------ \| \| 1er \| Senne Leysen \| Belgique \| Alpecin-Fenix \| 7 h 10 min 07 s \| \| 2e \| Jarne Van de Paar \| Belgique \| Lotto-Soudal U23 \| + 5 s \| \| 3e \| Patryk Stosz \| Pologne \| Voster ATS Team \| + 7 s \| \| 4e \| Paweł Bernas \| Pologne \| Mazowsze Serce Polski \| + 9 s \| \| 5e \| Maciej Paterski \| Pologne \| Wibatech Merx \| + 10 s \| \| 6e \| Timon Rüegg \| Suisse \| Swiss Racing Academy \| + 12 s \| \| 7e \| Adrian Banaszek \| Pologne \| Mazowsze Serce Polski \| + 13 s \| \| 8e \| Ruben Apers \| Belgique \| Lotto-Soudal U23 \| + 14 s \| \| 9e \| Samuele Zambelli \| Italie \| Iseo Serrature-Rime-Carnovali \| + 15 s \| \| 10e \| Tim van Dijke \| Pays-Bas \| Jumbo-Visma Development Team \| + 15 s \| |                   |          |                               |                 |
| |                   |          |                               |                 |
| Source : ProCyclingStats |                   |          |                               |                 |
| Classement général |                   |          |                               |                 |
| Coureur | Coureur           | Pays     | Équipe                        | Temps           |
| 1er | Senne Leysen      | Belgique | Alpecin-Fenix                 | 7 h 10 min 07 s |
| 2e | Jarne Van de Paar | Belgique | Lotto-Soudal U23              | + 5 s           |
| 3e | Patryk Stosz      | Pologne  | Voster ATS Team               | + 7 s           |
| 4e | Paweł Bernas      | Pologne  | Mazowsze Serce Polski         | + 9 s           |
| 5e | Maciej Paterski   | Pologne  | Wibatech Merx                 | + 10 s          |
| 6e | Timon Rüegg       | Suisse   | Swiss Racing Academy          | + 12 s          |
| 7e | Adrian Banaszek   | Pologne  | Mazowsze Serce Polski         | + 13 s          |
| 8e | Ruben Apers       | Belgique | Lotto-Soudal U23              | + 14 s          |
| 9e | Samuele Zambelli  | Italie   | Iseo Serrature-Rime-Carnovali | + 15 s          |
| 10e | Tim van Dijke     | Pays-Bas | Jumbo-Visma Development Team  | + 15 s          |

### 4eétape
| \| Classement de l'étape \| Classement de l'étape \| Classement de l'étape \| Classement de l'étape \| Classement de l'étape \| \| Coureur \| Coureur \| Pays \| Équipe \| Temps \| \| --------------------- \| --------------------- \| --------------------- \| ---------------------------- \| --------------------- \| \| 1er \| Oscar Riesebeek \| Pays-Bas \| Alpecin-Fenix \| 3 h 33 min 12 s \| \| 2e \| Maciej Paterski \| Pologne \| Wibatech Merx \| + 43 s \| \| 3e \| Dominik Neuman \| Tchéquie \| Elkov-Kasper \| + 43 s \| \| 4e \| John Mandrysch \| Allemagne \| P&S Metalltechnik \| + 43 s \| \| 5e \| Patryk Stosz \| Pologne \| Voster ATS Team \| + 43 s \| \| 6e \| Marcel Meisen \| Allemagne \| Alpecin-Fenix \| + 43 s \| \| 7e \| Benjamin Perry \| Canada \| Israel Cycling Academy \| + 43 s \| \| 8e \| Tim van Dijke \| Pays-Bas \| Jumbo-Visma Development Team \| + 43 s \| \| 9e \| Timon Rüegg \| Suisse \| Swiss Racing Academy \| + 43 s \| \| 10e \| Adrian Banaszek \| Pologne \| Mazowsze Serce Polski \| + 43 s \| |                 |           |                              |                 |
| |                 |           |                              |                 |
| Source : ProCyclingStats |                 |           |                              |                 |
| Classement de l'étape |                 |           |                              |                 |
| Coureur | Coureur         | Pays      | Équipe                       | Temps           |
| 1er | Oscar Riesebeek | Pays-Bas  | Alpecin-Fenix                | 3 h 33 min 12 s |
| 2e | Maciej Paterski | Pologne   | Wibatech Merx                | + 43 s          |
| 3e | Dominik Neuman  | Tchéquie  | Elkov-Kasper                 | + 43 s          |
| 4e | John Mandrysch  | Allemagne | P&S Metalltechnik            | + 43 s          |
| 5e | Patryk Stosz    | Pologne   | Voster ATS Team              | + 43 s          |
| 6e | Marcel Meisen   | Allemagne | Alpecin-Fenix                | + 43 s          |
| 7e | Benjamin Perry  | Canada    | Israel Cycling Academy       | + 43 s          |
| 8e | Tim van Dijke   | Pays-Bas  | Jumbo-Visma Development Team | + 43 s          |
| 9e | Timon Rüegg     | Suisse    | Swiss Racing Academy         | + 43 s          |
| 10e | Adrian Banaszek | Pologne   | Mazowsze Serce Polski        | + 43 s          |

## Classements finals

### Classement général
| \| Classement général \| Classement général \| Classement général \| Classement général \| Classement général \| \| Coureur \| Coureur \| Pays \| Équipe \| Temps \| \| ------------------ \| ------------------ \| ------------------ \| ---------------------------- \| ------------------ \| \| 1er \| Oscar Riesebeek \| Pays-Bas \| Alpecin-Fenix \| 10 h 43 min 29 s \| \| 2e \| Senne Leysen \| Belgique \| Alpecin-Fenix \| + 29 s \| \| 3e \| Paweł Bernas \| Pologne \| Mazowsze Serce Polski \| + 36 s \| \| 4e \| Jarne Van de Paar \| Belgique \| Lotto-Soudal U23 \| + 37 s \| \| 5e \| Maciej Paterski \| Pologne \| Wibatech Merx \| + 37 s \| \| 6e \| Patryk Stosz \| Pologne \| Voster ATS Team \| + 38 s \| \| 7e \| Timon Rüegg \| Suisse \| Swiss Racing Academy \| + 45 s \| \| 8e \| Adrian Banaszek \| Pologne \| Mazowsze Serce Polski \| + 45 s \| \| 9e \| Tim van Dijke \| Pays-Bas \| Jumbo-Visma Development Team \| + 47 s \| \| 10e \| Ruben Apers \| Belgique \| Lotto-Soudal U23 \| + 47 s \| |                   |          |                              |                  |
| |                   |          |                              |                  |
| Source : ProCyclingStats |                   |          |                              |                  |
| Classement général |                   |          |                              |                  |
| Coureur | Coureur           | Pays     | Équipe                       | Temps            |
| 1er | Oscar Riesebeek   | Pays-Bas | Alpecin-Fenix                | 10 h 43 min 29 s |
| 2e | Senne Leysen      | Belgique | Alpecin-Fenix                | + 29 s           |
| 3e | Paweł Bernas      | Pologne  | Mazowsze Serce Polski        | + 36 s           |
| 4e | Jarne Van de Paar | Belgique | Lotto-Soudal U23             | + 37 s           |
| 5e | Maciej Paterski   | Pologne  | Wibatech Merx                | + 37 s           |
| 6e | Patryk Stosz      | Pologne  | Voster ATS Team              | + 38 s           |
| 7e | Timon Rüegg       | Suisse   | Swiss Racing Academy         | + 45 s           |
| 8e | Adrian Banaszek   | Pologne  | Mazowsze Serce Polski        | + 45 s           |
| 9e | Tim van Dijke     | Pays-Bas | Jumbo-Visma Development Team | + 47 s           |
| 10e | Ruben Apers       | Belgique | Lotto-Soudal U23             | + 47 s           |

### Classements annexes
| Classement des sprints | Classement des sprints | Classement des sprints | Classement des sprints       | Classement des sprints |
| Coureur                | Coureur                | Pays                   | Équipe                       | Points                 |
| ---------------------- | ---------------------- | ---------------------- | ---------------------------- | ---------------------- |
| 1er                    | Paweł Bernas           | Pologne                | Mazowsze Serce Polski        | 13 pts                 |
| 2e                     | Patryk Stosz           | Pologne                | Voster ATS Team              | 10 pts                 |
| 3e                     | Senne Leysen           | Belgique               | Alpecin-Fenix                | 7 pts                  |
| 4e                     | Sylwester Janiszewski  | Pologne                | Voster ATS Team              | 5 pts                  |
| 5e                     | Maciej Paterski        | Pologne                | Wibatech Merx                | 4 pts                  |
| 6e                     | Samuel Gaze            | Nouvelle-Zélande       | Alpecin-Fenix                | 3 pts                  |
| 7e                     | Maurice Ballerstedt    | Allemagne              | Jumbo-Visma Development Team | 3 pts                  |
| 8e                     | Riccardo Bobbo         | Italie                 | NTT Continental Cycling Team | 3 pts                  |
| 9e                     | Ward Vanhoof           | Belgique               | Lotto-Soudal U23             | 2 pts                  |
| 10e                    | Emil Toudal            | Danemark               | BHS-PL Beton Bornholm        | 2 pts                  |

| Classement des sprints | Classement des sprints | Classement des sprints | Classement des sprints       | Classement des sprints |
| Coureur                | Coureur                | Pays                   | Équipe                       | Points                 |
| ---------------------- | ---------------------- | ---------------------- | ---------------------------- | ---------------------- |
| 1er                    | Paweł Bernas           | Pologne                | Mazowsze Serce Polski        | 13 pts                 |
| 2e                     | Patryk Stosz           | Pologne                | Voster ATS Team              | 10 pts                 |
| 3e                     | Senne Leysen           | Belgique               | Alpecin-Fenix                | 7 pts                  |
| 4e                     | Sylwester Janiszewski  | Pologne                | Voster ATS Team              | 5 pts                  |
| 5e                     | Maciej Paterski        | Pologne                | Wibatech Merx                | 4 pts                  |
| 6e                     | Samuel Gaze            | Nouvelle-Zélande       | Alpecin-Fenix                | 3 pts                  |
| 7e                     | Maurice Ballerstedt    | Allemagne              | Jumbo-Visma Development Team | 3 pts                  |
| 8e                     | Riccardo Bobbo         | Italie                 | NTT Continental Cycling Team | 3 pts                  |
| 9e                     | Ward Vanhoof           | Belgique               | Lotto-Soudal U23             | 2 pts                  |
| 10e                    | Emil Toudal            | Danemark               | BHS-PL Beton Bornholm        | 2 pts                  |

| Classement par points | Classement par points | Classement par points | Classement par points        | Classement par points |
| Coureur               | Coureur               | Pays                  | Équipe                       | Points                |
| --------------------- | --------------------- | --------------------- | ---------------------------- | --------------------- |
| 1er                   | Rick Pluimers         | Pays-Bas              | Jumbo-Visma Development Team | 9 pts                 |
| 2e                    | Tim van Dijke         | Pays-Bas              | Jumbo-Visma Development Team | 4 pts                 |
| 3e                    | Oscar Riesebeek       | Pays-Bas              | Alpecin-Fenix                | 3 pts                 |
| 4e                    | Samuel Gaze           | Nouvelle-Zélande      | Alpecin-Fenix                | 3 pts                 |
| 5e                    | Patrick Haller        | Allemagne             | Leopard Pro Cycling          | 3 pts                 |
| 6e                    | Senne Leysen          | Belgique              | Alpecin-Fenix                | 2 pts                 |
| 7e                    | Tobiasz Pawlak        | Pologne               | Mazowsze Serce Polski        | 2 pts                 |
| 8e                    | Paweł Bernas          | Pologne               | Mazowsze Serce Polski        | 1 pt                  |
| 9e                    | Maciej Paterski       | Pologne               | Wibatech Merx                | 1 pt                  |
| 10e                   | Adrian Kurek          | Pologne               | Mazowsze Serce Polski        | 1 pt                  |

| Classement par points | Classement par points | Classement par points | Classement par points        | Classement par points |
| Coureur               | Coureur               | Pays                  | Équipe                       | Points                |
| --------------------- | --------------------- | --------------------- | ---------------------------- | --------------------- |
| 1er                   | Rick Pluimers         | Pays-Bas              | Jumbo-Visma Development Team | 9 pts                 |
| 2e                    | Tim van Dijke         | Pays-Bas              | Jumbo-Visma Development Team | 4 pts                 |
| 3e                    | Oscar Riesebeek       | Pays-Bas              | Alpecin-Fenix                | 3 pts                 |
| 4e                    | Samuel Gaze           | Nouvelle-Zélande      | Alpecin-Fenix                | 3 pts                 |
| 5e                    | Patrick Haller        | Allemagne             | Leopard Pro Cycling          | 3 pts                 |
| 6e                    | Senne Leysen          | Belgique              | Alpecin-Fenix                | 2 pts                 |
| 7e                    | Tobiasz Pawlak        | Pologne               | Mazowsze Serce Polski        | 2 pts                 |
| 8e                    | Paweł Bernas          | Pologne               | Mazowsze Serce Polski        | 1 pt                  |
| 9e                    | Maciej Paterski       | Pologne               | Wibatech Merx                | 1 pt                  |
| 10e                   | Adrian Kurek          | Pologne               | Mazowsze Serce Polski        | 1 pt                  |

| Classement du meilleur jeune | Classement du meilleur jeune | Classement du meilleur jeune | Classement du meilleur jeune | Classement du meilleur jeune |
| Coureur                      | Coureur                      | Pays                         | Équipe                       | Temps                        |
| ---------------------------- | ---------------------------- | ---------------------------- | ---------------------------- | ---------------------------- |
| 1er                          | Senne Leysen                 | Belgique                     | Alpecin-Fenix                | 10 h 43 min 58 s             |
| 2e                           | Jarne Van de Paar            | Belgique                     | Lotto-Soudal U23             | + 8 s                        |
| 3e                           | Timon Rüegg                  | Suisse                       | Swiss Racing Academy         | + 16 s                       |
| 4e                           | Tim van Dijke                | Pays-Bas                     | Jumbo-Visma Development Team | + 18 s                       |
| 5e                           | Ruben Apers                  | Belgique                     | Lotto-Soudal U23             | + 18 s                       |
| 6e                           | Ward Vanhoof                 | Belgique                     | Lotto-Soudal U23             | + 20 s                       |
| 7e                           | John Mandrysch               | Allemagne                    | P&S Metalltechnik            | + 21 s                       |
| 8e                           | Jan Maas                     | Pays-Bas                     | Leopard Pro Cycling          | + 22 s                       |
| 9e                           | Harry Sweeny                 | Australie                    | Lotto-Soudal U23             | + 34 s                       |
| 10e                          | Michiel Stockman             | Belgique                     | Team SKS Sauerland NRW       | + 49 s                       |

| Classement du meilleur jeune | Classement du meilleur jeune | Classement du meilleur jeune | Classement du meilleur jeune | Classement du meilleur jeune |
| Coureur                      | Coureur                      | Pays                         | Équipe                       | Temps                        |
| ---------------------------- | ---------------------------- | ---------------------------- | ---------------------------- | ---------------------------- |
| 1er                          | Senne Leysen                 | Belgique                     | Alpecin-Fenix                | 10 h 43 min 58 s             |
| 2e                           | Jarne Van de Paar            | Belgique                     | Lotto-Soudal U23             | + 8 s                        |
| 3e                           | Timon Rüegg                  | Suisse                       | Swiss Racing Academy         | + 16 s                       |
| 4e                           | Tim van Dijke                | Pays-Bas                     | Jumbo-Visma Development Team | + 18 s                       |
| 5e                           | Ruben Apers                  | Belgique                     | Lotto-Soudal U23             | + 18 s                       |
| 6e                           | Ward Vanhoof                 | Belgique                     | Lotto-Soudal U23             | + 20 s                       |
| 7e                           | John Mandrysch               | Allemagne                    | P&S Metalltechnik            | + 21 s                       |
| 8e                           | Jan Maas                     | Pays-Bas                     | Leopard Pro Cycling          | + 22 s                       |
| 9e                           | Harry Sweeny                 | Australie                    | Lotto-Soudal U23             | + 34 s                       |
| 10e                          | Michiel Stockman             | Belgique                     | Team SKS Sauerland NRW       | + 49 s                       |

| Classement par équipes | Classement par équipes       | Classement par équipes | Classement par équipes |
| Équipe                 | Équipe                       | Pays                   | Temps                  |
| ---------------------- | ---------------------------- | ---------------------- | ---------------------- |
| 1re                    | Alpecin-Fenix                | Belgique               | 32 h 11 min 58 s       |
| 2e                     | Jumbo-Visma Development Team | Pays-Bas               | + 53 s                 |
| 3e                     | Lotto-Soudal U23             | Belgique               | + 57 s                 |
| 4e                     | Mazowsze Serce Polski        | Pologne                | + 6 min 28 s           |
| 5e                     | Elkov-Kasper                 | Tchéquie               | + 6 min 43 s           |
| 6e                     | Voster ATS Team              | Pologne                | + 12 min 16 s          |
| 7e                     | Swiss Racing Academy         | Suisse                 | + 13 min 48 s          |
| 8e                     | NTT Continental Cycling Team | Italie                 | + 15 min 02 s          |
| 9e                     | P&S Metalltechnik            | Allemagne              | + 16 min 13 s          |
| 10e                    | Israel Cycling Academy       | Israël                 | + 16 min 52 s          |

| Classement par équipes | Classement par équipes       | Classement par équipes | Classement par équipes |
| Équipe                 | Équipe                       | Pays                   | Temps                  |
| ---------------------- | ---------------------------- | ---------------------- | ---------------------- |
| 1re                    | Alpecin-Fenix                | Belgique               | 32 h 11 min 58 s       |
| 2e                     | Jumbo-Visma Development Team | Pays-Bas               | + 53 s                 |
| 3e                     | Lotto-Soudal U23             | Belgique               | + 57 s                 |
| 4e                     | Mazowsze Serce Polski        | Pologne                | + 6 min 28 s           |
| 5e                     | Elkov-Kasper                 | Tchéquie               | + 6 min 43 s           |
| 6e                     | Voster ATS Team              | Pologne                | + 12 min 16 s          |
| 7e                     | Swiss Racing Academy         | Suisse                 | + 13 min 48 s          |
| 8e                     | NTT Continental Cycling Team | Italie                 | + 15 min 02 s          |
| 9e                     | P&S Metalltechnik            | Allemagne              | + 16 min 13 s          |
| 10e                    | Israel Cycling Academy       | Israël                 | + 16 min 52 s          |

## Évolution des classements
| Étape              |                             | Vainqueur _           | Classement général  | Classement par points | Meilleur sprinteur | Meilleur jeune      | Meilleure équipe             | Nationalité _       |
| ------------------ | --------------------------- | --------------------- | ------------------- | --------------------- | ------------------ | ------------------- | ---------------------------- | ------------------- |
| 1re étape          | contre-la-montre individuel | Marceli Bogusławski   | Marceli Bogusławski | Mick van Dijke        | Samuel Gaze        | Marceli Bogusławski | Jumbo-Visma Development Team | Marceli Bogusławski |
| 2e étape           | étape de plaine             | Arne Marit            | Paweł Bernas        | Rick Pluimers         | Paweł Bernas       | Jarne Van de Paar   | Jumbo-Visma Development Team | Paweł Bernas        |
| 3e étape           | étape de plaine             | annulation de l'étape | Paweł Bernas        | Rick Pluimers         | Paweł Bernas       | Jarne Van de Paar   | Jumbo-Visma Development Team | Paweł Bernas        |
| 4e étape           | étape de plaine             | Senne Leysen          | Senne Leysen        | Rick Pluimers         | Patryk Stosz       | Senne Leysen        | Alpecin-Fenix                | Patryk Stosz        |
| 5e étape           | étape de plaine             | Oscar Riesebeek       | Oscar Riesebeek     | Rick Pluimers         | Paweł Bernas       | Senne Leysen        | Alpecin-Fenix                | Paweł Bernas        |
| Classements finals | Classements finals          |                       | Oscar Riesebeek     | Rick Pluimers         | Paweł Bernas       | Senne Leysen        | Alpecin-Fenix                | Paweł Bernas        |

## Classement UCI
La course attribue aux coureurs le même nombre des points pour l'UCI Europe Tour 2020 et le Classement mondial UCI.
| Position           | 1er | 2e | 3e | 4e | 5e | 6e | 7e | 8e à 10e |
| Classement général | 40  | 30 | 25 | 20 | 15 | 10 | 5  | 3        |
| Par étape          | 7   | 3  | 1  |    |    |    |    |          |
| Leader, par étape  | 1   |    |    |    |    |    |    |          |